# Cyclocephala toulgoeti
Cyclocephala toulgoeti är en skalbaggsart som beskrevs av Roger Paul Dechambre 1992. Cyclocephala toulgoeti ingår i släktet Cyclocephala och familjen Dynastidae. Inga underarter finns listade i Catalogue of Life.